# اس‌اس اورگن (۱۸۷۸)
اس‌اس اورگن (۱۸۷۸) (به انگلیسی: SS Oregon (1878)) یک کشتی بود که طول آن ۲۸۳ فوت (۸۶ متر) بود. این کشتی در سال ۱۸۷۸ ساخته شد.